# フィールド (紋章学)

エスカッシャン
フィールド
サポーター
モットー (スコットランド)
クレスト
リース
マント
ヘルメット
クラウン/コロネット
コンパートメント
チャージ
オーディナリー
モットー
画像ファイル（環境により文字がずれることもあります）

フィールド（英：Field、仏：Champ）は、紋章学及び旗章学におけるシールド又は旗の背景である。フィールドは通常、1つ以上の原色、金属色又は毛皮模様のティンクチャーから成る。
非常に稀なケースでは、フィールド（またはその分割されたフィールド）はティンクチャーでなく、景色 (landscape) であることがある。アーサー・チャールズ・フォックスデービス (Arthur Charles Fox-Davies) は、自身の著書 Art of Heraldry の中で、イギリスの紋章学においてチャージによって景色を作り出している紋章が数多くある一方で、フィールドそのものが景色 (landscape) と記述されているのはロペスの紋章だけであると述べている。その紋章記述は次のとおりである。
In a landscape field, a fountain, therefrom issuing a palm-tree all proper.
しかしながら、1751年にスコットランドのロバート・ディンウィディーが次の紋章記述の紋章を与えられていたため、フォックスデーヴィスのこの説には誤りがある。フォックスデーヴィスは、18世紀後半から19世紀初頭の紋章法学者であったため、時代的には彼がこのことを知っていてもおかしくないのである。
Party per Fesse two landskips the first (the uppermost) holding a wild Indian at full draught his bow bent, marking at a stag standing at full Gaze Regardant proper The Emblem of the Earth, And in base, the Emblem of water with a sloop under sail, within sight of and making towards a distant land Representing America.
南アフリカのブランドワーグ高等学校 (Hoërskool Brandwag) の紋章のように、より詳細に記述された景色のフィールドの例がいくつかある。
Per fess, the lower half per pale: 1. A landscape of the Groot Winterhoek mountains, with Cockscomb Peak predominant; 2. Sable, a Voortrekker sentry proper; 3. Gules, an open book in front of a burning torch in pale proper; upon an inescutcheon argent, an aloe with four racemes.
スコットランドのインバレライ及び地区会議の紋章も In waves of the sea をフィールドとしているが、風景のフィールドは、それらが紋章記述からいつも同じように描くことができないため、多くの紋章官によって紋章学的でないと考えられており、非難されている。
Count Cesare Fani の紋章はこれらと同じ方法で、そのフィールドは「空の自然色 (sky proper) 」として記述されている。
Sky proper a roman temple Or with sinister a cypress Vert issuing from a terrain proper, charged by a bar Azure with a five-pointed star Argent.